# لي إيفانوفا
لي إيفانوفا (بالبلغارية: Лилия Иванова Иванова)‏ هي مغنية بلغارية، ولدت في 13 أغسطس 1923 في دوبنيتسا في بلغاريا، وتوفيت في 28 مايو 1986 في صوفيا في بلغاريا بسبب سرطان.

## وصلات خارجية
- لي إيفانوفا على موقع IMDb (الإنجليزية)
- لي إيفانوفا على موقع ميوزك برينز (الإنجليزية)
- لي إيفانوفا على موقع ديسكوغز (الإنجليزية)